# Uttertjärnen (Voxna socken, Hälsingland, 681274-147676)
Uttertjärnen är en sjö i Ovanåkers kommun i Hälsingland och ingår i Ljusnans huvudavrinningsområde. Uttertjärnen ligger i Ålkarstjärnarna Natura 2000-område.